# اسپوتنیکس
اسپوتنیکس (روسی: спутникс) شرکت هوافضای روسی است که در سال ۲۰۱۱ تأسیس شد و در زمینه ارائه خدمات پروازهای فضایی تجاری فعالیت می‌کند.